# Lättare sida

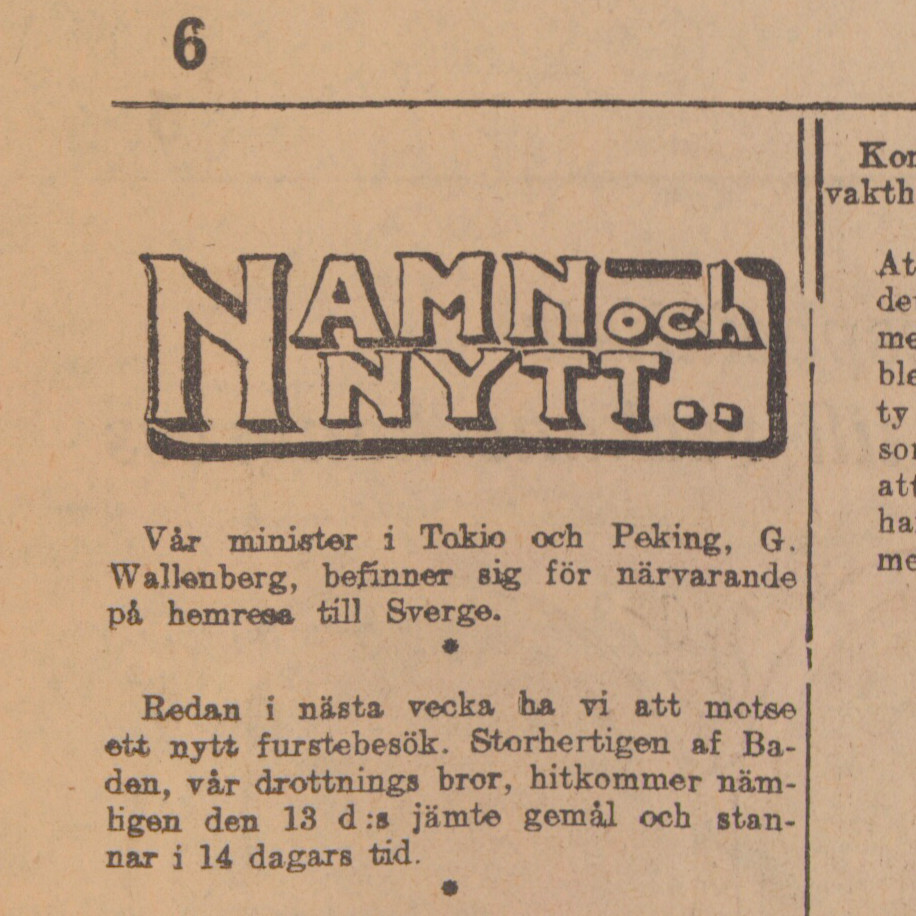
Sidhuvud för första upplagan av "Namn och nytt" i Dagens Nyheter, 4 juli 1909.

En lättare sida är en sida eller avdelning i en dagstidning med blandat innehåll av lättare karaktär. Det kan röra sig om namnsdagar, udda nyheter, skämtteckningar, kåserier, anekdoter, kuriosa med mera. En annan benämning är "slaskspalt".
De lättare sidorna utvecklades ur lättare material som bland annat producerats för att fylla ut tidningsspalter, men blev sedermera fasta titlar med särskilda redaktioner. Bland lätta sidor i Sverige finns eller har funnits:
- "Namn och nytt" i Dagens Nyheter från 1909.
- "I marginalen" i Svenska Dagbladet från 1911.
- "Oss emellan" i Sydsvenska Dagbladet Snällposten från 1919.
- "Här och där" i Arbetet.
- "Zick-zack" i Smålandsposten.
- "Här och där" i Kristianstadsbladet från 1919.[1]

Med tiden krymptes flera av de lättare sidorna ner, bland annat meddelade Dagens Nyheter i december 2009 att man skulle spara in på Namn och nytt.